# فام‌سپهر
فام‌سپهر یا کروموسفر (به انگلیسی: Chromosphere) لایه گازی نازکی از هواسپهر (اتمسفر) خورشید یا هر ستارهٔ دیگر، به بلندای تقریباً ۲٬۰۰۰ کیلومتر، است که در بالای سطح مرئی یا فوتوسفر (فرتورسپهر) قرار دارد.
در کروموسفر، تنها حدود ۱۲-۱۰ درصد از جرم خورشید موجود است و به همین دلیل در تمام طول موج‌ها شفاف (تراپیدا) است. در رنگین‌سپهر تنها شمار کمی خطوط جذبی قوی را می‌توان مشاهده کرد. فام‌سپهر ساختار بی‌ارزشی دارد. این ابر از زائده‌هایی ناشی می‌شود که فوران (اُسدَرِش)های داغی از گاز هستند که از مسافتی حدود ۵۰۰٬۰۰۰ مایل در هر ساعت به سمت بالا پرتاب می‌شود، که هرکدام طول عمری برابر پنج دقیقه دارند.

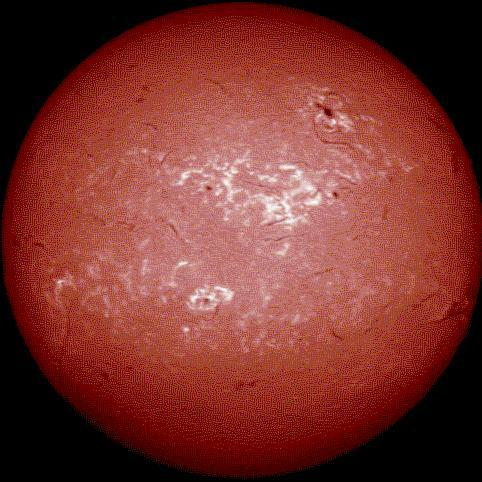
عکس فام‌سپهر خورشید با فیلتر پرتو آلفا-هیدروژن

فام‌سپهر، معمولاً به علت درخشندگی فوتوسفر نامرئی است، اما به هنگام خورشیدگرفتگی که ماه قرص مرکزی خورشید را می‌پوشاند، نور سرخ مایل به صورتی کروموسفر را می‌توان دید. به دلیل همین رنگ است که نام آن را برگرفته از واژهٔ یونانی Chroma به معنای رنگین، کروموسفر (Chromosphere) گذاشته‌اند.
نور سرخ فام‌سپهر در دستگاه‌های پرتونگار، در خط آلفا-هیدروژن روشن می‌شود که نشان می‌دهد این لایه بیشتر از هیدروژن تشکیل شده‌است. سایر خطوط روشن پرتویی وجود سدیم، کلسیم، منیزیم، و اندکی یون هلیوم را در رنگین‌سپهر آشکار می‌کند. پرتونگاری کروموسفر همچنین دمای آن را از حدود ۴٬۵۰۰ درجهٔ کلوین در نزدیکی فوتوسفر تا ۴۰۰٬۰۰۰ درجه کلوین در سطوح بالاتر آشکار می‌کند.